# Східноєвропейський театр воєнних дій Другої світової війни
Східноєвропейський театр воєнних дій Другої світової війни (1939—1945) — театр воєнних дій між країнами Осі й Фінляндією та Радянським Союзом, Польщею й іншими східноєвропейськими країнами під час Другої світової війни. Географічно театр воєнних дій включав в себе територію Північної, Південно-Східної та Східної Європи, де велися бойові дії в період з 1 вересня 1939 по 9 травня 1945 року.
Воєнні дії на Східноєвропейському театрі війни отримали різну назву у різних державах. У радянській історіографії цей період німецько-радянської війни з 22 червня 1941 по 9 травня 1945 року отримав назву Великої Вітчизняної війни, в Німеччині — Східний фронт (нім. die Ostfront), Східна кампанія (нім. der Ostfeldzug) або Російська кампанія (нім. der Rußlandfeldzug).
Битви Східного фронту Другої світової війни були найбільшими у військовій історії світу. Характеризувалися безпрецедентною жорстокістю, запеклістю, тотальними руйнуваннями, масовими переміщеннями та депортацією людей, колосальними людськими жертвами, викликаними бойовими діями протиборчих сторін, голодом, хворобами, свавіллям, військовими та кримінальними злочинами. На сході Європи були зосереджені табори смерті, створювалися гетто та здійснювалися масові погроми й геноцид націй та народностей. За післявоєнними оцінками майже 30 млн чоловік загинуло з тих чи інших обставин на Східному фронті, в більшості цивільне населення.
Східноєвропейський театр воєнних дій був ключовим та вирішальним театром Другої світової війни, саме на ньому вирішувалася доля світової війни. Крах Третього Рейху, подальший поділ Німеччини перетворив Радянський Союз на військову та індустріальну наддержаву.

## Розділ Польщі між Німеччиною та СРСР, початок Другої світової

### Бойові дії та підготовка до них
31 серпня відбувся напад на німецьку радіостанцію у Глейвіці, організовану дивізією СС. Посилаючись на цей інцидент, Гітлер заявив, що більше не збирається терпіти ці провокації з боку Польщі, та сказав, що відтепер Третій Рейх буде захищати свої кордони до моменту настання повної безпеки.
Згідно з планом «Вайс», 1 вересня 1939 року німецькі війська перетнули кордон з Польщею. Бої розпочинаються на лінії фронту завдовжки 1600 км. Незважаючи на зухвалий супротив з боку поляків, Вермахт вже 8 вересня підходить до Варшави. 17 вересня, згідно з таємним додатком до Пакту про ненапад, переходить радянсько-польський кордон. 28 вересня Варшаву було захоплено, а остаточний розподіл польської держави закінчився 5 жовтня.

## Військове захоплення територій інших країн
Після захоплення Польщі та встановлення кордону із Німеччиною, СРСР почав вирішувати свої територіальні претензії, зазначені таємним протоколом Пакту про ненапад. Першими надбаннями стали Західна Україна (приєднана до складу УРСР) та Західна Білорусь (приєднана до складу БРСР). Це були перші розширення території Радянського Союзу.
Прибалтика також входила до сфери інтересів СРСР. Проте, активізація пронімецьких сил у Литві, Латвії та Естонії примусила ввести червоноармійські війська на території усіх трьох країн. Військовий контингент значно пом'якшив ставлення до комуністів. Були проведені вибори, за підсумком яких радянські партії (єдині у виборчих списках) перемогли. Було проголошено радянську владу, розпочалася радянізація нових республік.
Складніше було на півдні, де СРСР бажав повернути Бессарабію. У 1939 році радянська влада вже висувала претензії до уряду Румунії із пропозицією повернути ці землі, а також Буковину, до СРСР. Румунія не погодилася.
Радянський Союз розробив операцію із воєнного захоплення цих земель, однак, за 6 годин до нападу румунський король погодився на ультиматум СРСР. У період з 28 червня по 3 липня Бессарабія та Північна Буковина увійшли до складу СРСР. Таким чином повністю склався новий кордон, який проіснує до 22 червня 1941 року.

## Зимова війна
Згідно із таємним додатком до Пакту Молотова-Ріббентропа, Фінляндія підпадала під ряд країн, що входили до сфери територіальних інтересів СРСР. Свої воєнні дії радянське керівництво виправдовувало необхідністю забезпечити безпеку Ленінграду, котрий на той момент був прифронтовим містом.
Датою початку червоноармійського наступу на фінів вважають 30 листопада 1939 року. Із самого початку все склалося не у бік СРСР: фіни виявилися дуже волелюбними, та захищали свою країну дуже міцно. А закордонна допомога (шведські вояки, техніка й зброя з США, Італії, Бельгії, Африки та інших країн) сприяла підйому їх мілітарної сили.
Відсунувши фінів від кордону поблизу Ленінграду, СРСР отримав значні проблеми на передній лінії фронту. Зокрема, фінські снайпери були надточними, й періодично відстрілювали солдатів супротивника. Також, величезною проблемою став ландшафт Фінляндії — непрохідні ліси, значна кількість боліт та озер унеможливлювали вчасну доставку провізії та боєприпасів. Діставшись лінії Маннергейма, Червона Армія зупинилася.

Новий наступ розпочався 11 лютого. Прорвавши оборонну лінію, війська під керівництвом маршала Тимошенко просувались углиб Фінляндії. Значна перевага у живій силі, кількості танків та авіації не давав великого прогресу — фіни все ще могли відбиватися, хоч і не так потужно. Гельсінки чекали на підтримку Заходу. Проте, її так і не буде.
Вимушені шукати компроміс, керівники фінської держави надіслали ноту до Москви. 12 березня війну було припинено, сторони уклали мир, а СРСР задовольнив свої територіальні потреби. І хоч цю війну він теоретично програв, фактично, кордон був зсунений на необхідну відстань.

## Події 1941—1945 років

### Катастрофа 1941 року
22 червня, о 4 годині ранку, німецькі збройні сили перейшли державний кордон СРСР, тим самим порушивши угоду про ненапад. Німеччина оголошує війну Радянському Союзу, та переходить в активний наступ на усіх ділянках фронту. Операція «Барбаросса» мала за мету швидку, майже беззупинну атаку впродовж короткого часу з метою виснаження та морального винищення ворога, тому через свою раптовість вона мала успіх у червні-липні 1941 року.
На підтримку Німеччини виступили її союзники — Угорщина, Італія, Словаччина, Фінляндія та Румунія. У результаті переформатування армії, СРСР був неспроможний дати гідний відсіч атакувальним діям супротивників. З'явилися перші оточення, у героїчну оборону стала Берестейська Фортеця (22 червня — 20 липня). Із північного фронту свого удару завдали фіни, почавши наступ на Ленінград.
Основною метою німців був вихід до лінії Архангельськ — Астрахань. Зважаючи на постійні відступальні дії червноармійських військ, ця операція виглядала як вже виграна. До середини липня під Німеччиною була вже значна кількість прикордонних територій СРСР (Латвія, Литва, Білорусь, значна частина України, Молдова). Нашвидкуруч сплановані червоноармійські контрудари тільки погіршили хід подій: німецький наступ на Москву, Київ та Ленінград тривав.
Шансом полегшити перебіг бойових дій стала Смоленська битва (10 липня — 10 вересня). На два місяці просування німців було зупинено, що ставило під загрозу всю концепцію бліцкригу. Розуміючи це, Гітлер віддає наказ групі армій «Північ» — розпочати наступ на Ленінград. Водночас із ними, група армій «Південь» продовжує наступ на Україну.
У серпні фронтова картина складається зовсім не за планом «Барбаросса»: більш-менш успішним можна назвати наступ на північ і Ленінград; центральна група скута боями під Смоленськом. Проте, успіхи бліцкригу все ще дають про себе знати. Під Уманню було оточене велике угруповання червоноармійських військ, починається оборона Києва й Одеси. Армія Вермахту виходить до берегів Дніпра.
Протягом вересня СРСР проводив масштабні захисні дії, здійснивши одразу декілька великих оборонних операцій (Ленінград, Київ, Севастополь, Курськ). Німеччина зуміла вирівняти лінію фронту. Головною проблемою атакуючих німецьких військ були не такі далекі холоди, котрих треба було уникнути, аби не застрягти у степу. Для цього треба було терміново розпочинати головний план всієї війни — захоплення Москви.

### Подальші бойові дії 1941 року
Жовтень 1941 року розпочався з німецької наступальної операції «Тайфун», що мала на меті швидке просування до столиці СРСР. У цей час червноармійські війська, аби хоч якось полегшити своє становище, бомбардують військові та паливні склади у Румунії. Водночас, для оборони Севастополя, із Одеси виходять останні кораблі-захисники, і 16 жовтня Вермахт її захоплює.
Аби зупинити швидке просування німецьких військ до Москви, червоноармійське командування використовувало всі наявні засоби: у бій ішли щойно перекинуті з Далекого Сходу батальйони, особовий склад московських воєнних училищ, та навіть наспіх сформовані загони з цивільного населення. Сталін розумів, що захоплення Москви підірве бойовий дух не тільки її мешканців, а й усієї армії. Тому, 19 жовтня, спеціальним розпорядженням, у місті вводиться облоговий стан. Шосе із західних боків заблоковані «їжаками», культурні цінності евакуйовано, а найбільші будівлі (котрі могли бути використані ворогом у власних цілях) — заміновано.
У листопаді Вермахт відновлює масштабний наступ на Москву. Проте, величезна кількість червоноармійських контратак унеможливлює підготований та спланований вхід у столицю.
У блокадному Ленінграді розпочинає роботу «Дорога життя», а на південному фронті тримає оборону Севастополь. Але, навіть такі малі успіхи не тішать радянське керівництво — захоплено майже всю Україну, Керч та Харків віддано ворогу.
Грудневі бої були найтяжчими. Німці виявилися неготовими до зимових холодів, що надало перевагу СРСР. Серія масованих контратак під Москвою відсунула гітлерівців від столиці, Ростов-на-Дону було звільнено, Ленінград і Севастополь (найважливіші пункти у плані бліцкригу) тримали оборону. З'являються партизанські загони, що розпочинають диверсійну діяльність як на лінії фронту, так і в німецькому тилу.
Швидке пристосування до умов реальної війни, налаштування роботи евакуйованих заводів, вдалі зимові контратаки та підтягнуті з Далекого Сходу резерви допомогли СРСР втримати Москву та зупинити просування Німеччини за всім фронтом. Однак, на кінець грудня Вермахт не був розбитий. Обидві армії розпочинають підготовку ресурсів для подальших бойових дій.

### Бойові дії в 1942 році

#### Оборонний період
Січень 1942 року складався із активних дій СРСР. Спочатку, на допомогу захисникам Севастополя в окупований Крим було закинуто понад 300 тис. чоловік (Керченсько-Феодосійська операція), а на московському напрямку розпочалася Вяземська десантна операція. Однак, обидві були провальними; зокрема, через погане планування та вчасно підтягнуті німцями резерви. Червоноармійським військам вдається посунити Вермахт від Москви та зайняти плацдарм під Харковом. Проте, під Вязьмою велика група червоноармійців потрапляє в оточення.
Виснажені піврічними бойовими діями, обидві армії починають стратегічну оборону. З лютого по травень жодних значних зрушень на лінії фронту не відбувається. Розуміючи всю небезпеку поточного перебігу подій, Сталін переходить до рішучих дій: травень стає місяцем найбільших помилок Червоної Армії.
Спочатку під Харковом розпочинається глобальний наступ. Помилково вважаючи, що Гітлер знову вдарить по Москві, командування СРСР розміщує численні армії поблизу столиці, фактично, прибираючи всі резерви. Допомогти у наступі на Україні нікому, у Керчі Вермахт вдається до контрнаступу, на північному фронті атакують фіни. Спроба розблокувати Ленінград не вдається. До початку червня німці захоплюють Східний Крим та оточують величезну групу червоноармійських військ поблизу Харкова. Відкривається шлях на Ростов-на-Дону та Сталінград.

#### Початок Сталінградської битви
Літо розпочалося для СРСР із великих втрат: контрнаступ німців у Слобожанщині, прорив оборони Севастополя, масована атака Люфтваффе на Мурманськ. Південний фронт не був стабілізований, чим Вермахт і скористався. Радянське керівництво було зайняте питаннями оборони московського напрямку, зовсім забувши про інші ділянки фронту. Моральний дух окупантів зростав, а от у рядах Червоної Армії назрівала паніка.
Таке легковажне ставлення до перебігу подій відгукнулося у липні-травні: за півтора місяці, майже не зустрічаючи спротиву, Вермахт просувається від Харкова до Сталінграда. Захоплено Ростов, Краснодар, значну частину Кубані, повністю окуповано Україну. Німці, повні рішучості та віри в перемогу, починають бомбити Сталінград, зав'язуються перші бої на вулицях міста. Взяти місто Сталіна — означає не тільки зламати моральний дух ворога, а й відкрити шлях на Іран та нафтові родовища.
Протягом серпня-жовтня німці декілька разів намагалися зломити оборону біля Ленінграда та окупувати Воронеж, проте спроби виявилися невдалими. Обидві країни готувалися до найбільшої битви на Східному фронті.
Сталінградська битва стала не тільки кульмінацією усього наступу Вермахту на південь, а й демонстрацією всьому світу сили духу радянського народу. У вересні 1942 року німці ввійшли до міста, але форсувати Волгу так і не змогли. Декілька підконтрольних СРСР кварталів, що залишилися на окупованому березі, стали «острівцем порятунку»: саме звідси й розпочнеться глобальна наступальна операція.
Листопад позбавив німців не тільки прийнятних умов для атаки, а й наступальної ініціативи. Остання спроба взяти Сталінград штурмом провалилася, наступ на Кавказ зупинено. Крах Вермахту був вже на порозі.

#### Переломний контрнаступ СРСР у Сталінграді
19 листопада двома потужними фланговими ударами та потужною артпідготовкою Червона Армія контратакує. За півтора тижні в оточення потрапляє неймовірне за своєю чисельністю угруповання німецьких армій. Для цього було застосовано величезну кількість резервів. На північному фронті, поблизу Ржева, розпочинається операція «Марс», котра не дасть очевидних територіальних переваг для СРСР, але винищить майже всі резерви групи армій «Північ». Німці відступають з Кубані і втрачають позиції на Сталінградському напрямку.
1942 рік став періодом початку корінного перелому. Ленд-ліз, налагоджена робота евакуйованих заводів, розробка нових зразків техніки дали змогу не тільки втримати більшу частину фронту стабільною, а й перехопити ініціативу та почати масштабний контрнаступ на усіх напрямах. Вермахт, у свою чергу, через самовпевненість Гітлера, довжелезні шляхи сполучення та величезні втрати, був вимушений використати болгарські та румунські резерви, що призвело до втрати Сталінградського виступу. Як швидко німці наступали, так само швидко вони й тікали. 1943 рік готував найбільші та вирішальні бої цієї війни.

### Корінний перелом 1943 року

#### Тотальний наступ СРСР
Відчувши у собі сили, червоноармійське командування кинуло фронти у наступ. На півдні Червона Армія звільняла Кубань, центральні частини штурмували Воронеж, а на півночі відбувалася найголовніша подія всієї зими — Операція «Іскра».
12 січня, після потужної авіа- та артпідготовки, червноноармійські бойові загони з боку Ленінграду та зі сторони Путилово завдали ударів, в результаті чого 18 січня зустрілися у районі робочого селища № 1. Контрудари німців були стримані, а наступ СРСР тривав і надалі. Блокаду було прорвано, місто отримало зв'язок із країною. Протягом січня-лютого відбулося декілька контратак, котрі посунули Вермахт від Ленінграду. Однак, поспішні дії та надзвичайна впевненість у своїх діях зіграли злий жарт зі Ставкою — операція «Полярна Зірка» провалилася, не давши жодних переваг на фронті.
На півдні ж, під Сталінградом, було оточено велику групу німецьких військ. У полон потрапило майже 100 тисяч чоловік, а також генерал-фельдмаршал Паулюс. Відчуваючи провал, що наближався, союзники Німеччини наказали своїм частинам менше вступати в бій на південному фронті.
Під Воронежом, на лінії Острогозьк — Розсош починається масований наступ червоноармійських військ, метою якого було звільнити Харків та Воронеж, а також створити сприятливі умови для наступу на Донбас та Курськ. У ході кількох масштабних ударів вдалося вкотре звільнити першу столицю України, а в районі Курська створюється виступ у німецький бік.
Загалом, ініціатива на фронті в період з січня по травень 1943 року переходила з рук у руки. Спочатку потужні удари та масовані наступи дозволили СРСР звільнити Ленінград, Сталінград та просунутися на декілька десятків кілометрів по всьому фронту; потім німецька організованість та вдалі дії в обороні дозволили стримати просування червоноармійських військ, знову захопити Харків та стабілізувати фронт.
На перший план виходить організація воєнних дій та перевага у повітрі. Зокрема, починаються бої з використанням нових зразків літаків на Кубані, а радянська дальня авіація скидає бомби на Данциг та Кьонігсберг. У відповідь, Люфтваффе бомбардує промислові зони у Саратові та Ярославлі. Необхідність швидкого та переможного наступу стає більш ніж очевидною. Обидві сторони вже не бажають відсиджуватися в окопах. Їхні наміри зрозумілі: СРСР потрібно звільнити свою територію, а Німеччина не хоче пускати Радянський Союз за лінію Дніпра.

#### Літній наступ СРСР
У червні Курськ вже перебував під володінням СРСР, а виступ навколо нього (у бік Німеччини) створював загрозу оточення величезної групи військ. Аби вберегти місто та армію, червоноармійське командування перетворює Курськ на справжню фортецю. Поблизу нього дислокуються численні танкові та авіаційні частини. Німці ж планували вдарити всіма силами на цей виступ, а потім почати контрнаступ на південь, з метою заволодіти Сталінградом з другої спроби. Наближалася найбільш важлива битва Другої Світової війни.
5 липня, після довгої стратегічної паузи, Вермахт розпочинає масований наступ танків з півночі та півдня у напрямку Курська. Однак, 10 липня група військ, що наступала з півночі (поблизу Ольховатки) було зупинено, і німці стали в оборону. Південне угруповання досягло більшого: у результаті прориву оборони, війська фон Клюге дісталися до Прохорівки.
11 липня розпочалася наймасштабніша зустрічна танкова битва. Із західного та південного напряму на Прохорівку було кинуто майже півтисячі німецьких «Тигрів», «Пантер» та «Фердинандів». Їм протистояли червоноармійські «Т-34», «СУ-152» та інші одиниці бронетехніки. Було задіяно частини повітряних флотилій, численні людські ресурси. У результаті кровопролитних боїв, Червона Армія не тільки стримала нацистів, а й контратакувала, відкинувши їх до початкових позицій. Курську битву було виграно.

Успішні дії та хоробрість перед обличчям ворога дозволили СРСР відкинути німців від Курська, остаточно звільнити Харків, Орел, Белгород та розпочати наступ на Смоленськ. Партизанські дії у тилу нацистів (зокрема, рейкова війна), дозволили перекрити основні шляхи постачання зброї, припасів та провізії на фронтові ділянки. Гітлер розумів, що ні про який контрнаступ не може йти й мови. Його останньою надією на спасіння залишалася природна перешкода — Дніпро. За наказом фюрера, німецькі інженери починають створювати Східний Вал — оборонну лінію на правому березі річки.

#### Битва за Дніпро
Вдало спрацювавши під Курськом, Ставка розпочинає широкий фронтовий наступ. У кінці серпня до бою стають війська від Смолєнська й аж до Чорного Моря. Організовані дії дозволяють вже у середині вересня звільнити Донбас та розпочати контратаку під Новоросійськом. Уже 21 вересня, північніше Києва, червоноармійські війська форсували річку Дніпро. Командування ЧА надає декілька напрямів для основних ударів, і вже у жовтні захоплює десятки плацдармів на правому березі. Розпочинається Нижньодніпровська наступальна операція, в ході якої було звільнено міста Дніпропетровськ, Запоріжжя, Кременчук, Херсон. Червоноармійці, у період жовтня-початку листопада, блокують Крим, залишаючи німецькі сили замкнутими на півострові, а також звільняють від ворога Київ. 6 листопада Битва за Дніпро завершується, СРСР укріплюється на правому березі.

#### Підсумки подій 1943 року
Поразка під Сталінградом стала першим ударом для Вермахту, прорив блокади Ленінграду розпочав добивання, Курська битва вклала німців на лопатки, а вдале форсування Дніпра — добило гітлерівців. Їхні сили та резерви танули, просування на Схід було мінімальним, відступ на Захід відбувався майже не щодня. Аби хоч щось протиставити СРСР, німці проводили політику «випаленої землі». Втім, це не дуже допомогло: фінансова допомога Великої Британії та США, 2 конференції та швидке відновлення потужностей зруйнованих міст дозволили Радянському Союзу швидко наступати на всьому фронті.
Однак, ворог, хоч і був знесилений та морально виснажений, все ще володів значною частиною території СРСР. Надалі командування Ставки повинне було провести ряд операцій, аби остаточно звільнити Правобережну Україну, Білорусь і Прибалтику та вийти до своїх кордонів.

### Бойові дії в 1944 році

#### Успіхи в Україні
У 1944 році Червона Армія не зупинялася. Враховуючи її блискавичний прорив до своїх справжніх кордонів, багато хто пророчив перемогу вже у кінці поточного року, проте до Перемоги було ще далеко.
Перед важливими наступами СРСР мав декілька стратегічних переваг: заблоковану групу військ ворога у Криму, вигнано нацистських окупантів з Києва та потужний фронт у Північній Україні. Ставка кинула до бою усі фронти. Під Ленінградом у наступ перейшли Ленінградський та 2-й Прибалтійський фронти, на Україні атакували 4-ри Українські фронти. Протягом січня-квітня війська СРСР відкинули Вермахт на 200—300 км від північної столиці, а у центрі, в результаті добре спланованої Дніпровсько-Карпатської операції, звільняють Житомир, Одесу, оточують велику групу німецько-угорських військ під Корсунем та починають прорив до Керчі та Севастополя, де нацисти зайняли організовану оборону. 26 березня червоноармійські солдати виходять до румуно-радянського кордону.
Незважаючи на шалені темпи наступу, Прибалтика та більша частина Білорусії ще й досі лишалися окупованими. Гітлер вважав, що Сталін вдарить саме на півдні, адже такий великий виступ у німецькій обороні міг стати для нього фатальним. Тому, протягом квітня-червня до району Карпат та на територію Румунії було переправлено резерви з Франції та Югославії, однак, фюрер помилився.
Ставка була задоволена перебігом подій. Проте, німецьке панування у Прибалтиці створювало проблему для тилових вузлів. Тому, протягом травня-червня радянська влада надсилала ноти протесту до урядів Болгарії та Румунії, із пропозиціями скласти зброю. Справжньою несподіванкою для нацистів став десант у Нормандії 6 червня, із яким, фактично, був відкритий другий фронт у Європі. СРСР готував для німців найтаємнішу операцію, підготовка якої відбувалася у рамках великої відповідальності.

#### Білорусько-Прибалтійський наступ
Розуміючи, що Гітлер розташує свої війська в Угорщині та Румунії, аби запобігти просуванню Червоної Армії у Європу, Ставка завдала основного удару набагато північніше. 23 червня, після неймовірно потужної артпідготовки, розпочався двомісячний наступ, результати якого перевершили сподівання усього червоноармійського командування. Після проривних боїв та карколомних атак, фронт на довжині понад тисячу кілометрів було зсунуто у німецький бік на 600 км. Ретельно вибудована оборона Вермахту (Північний Вал) було зруйновано, що значно полегшило просування Польщею та вигнання нацистських окупантів з Прибалтики, яке розпочалось у вересні та закінчить феєричну за своїм розмахом операцію «Багратіон», котра стане останнім акордом в історії групи армій «Центр».

#### Вихід до кордону та європейський наступ СРСР
Успіхи у Білорусі підштовхнули Червону Армію до нових наступів. У липні-серпні, після відпочинку та поповнення резервами, свій переможний шлях продовжують Українські фронти, звільняючи від окупації Львів, Молдову та вирівнюються за румунським кордоном. На північному напрямі червоноармійські війська звільняють свої території аж до фінського кордону.
У Польщі відбулися бої поблизу Сандомиру, у результаті яких було створено плацдарм для подальшого наступу на польські землі. У серпні-вересні відбуваються дипломатичні перемовини між СРСР та союзниками Німеччини, у ході яких Болгарія, Фінляндія та Румунія капітулюють та оголошують війну Третьому Рейху. У Прибалтиці Ленінградський та Прибалтійські фронти проведуть атаку на територію Естонії, Литви та Латвії, звільняючи територію СРСР від загарбників.
У грудні червоноармійські війська перебували майже вздовж усього східного кордону Німеччини. Крах Гітлера та його наддержави наближався з кожною секундою.

### Завершальний етап війни

#### Звільнення Польщі
1945 рік ставив головне питання — хто увійде до Берліна першим: червоноармійські війська чи союзники. Із західного боку англо-американські війська отримували привілеї у вигляді порожніх флангів, адже Гітлер відправляв війська гарнізонами на схід. Червона армія ж мала пройти через цілу мережу захисних фортець та укріпрайонів. Для вирішення цього питання Ставка розробляє найбільшу за масштабом операцію у Польщі — Вісло-Одерську.
12 січня 1-й Білоруський та 1-й Український фронти починають штурм Варшави, та 16 січня звільняють її. Глибокі прориви у німецькій обороні, злагодженість дій та впевненість у своїх діях дозволили зробити неймовірне — вже через тиждень після початку операції червоноармійські солдати вийшли до кордонів Третього Рейху. Ділянка у 500 км польської землі залишилася позаду, а попереду була така бажана мета — Берлін.
Але, червоноармійське командування зупиняє вдалий наступ на столицю ворога. Підстав для цього було вдосталь: фізичне та моральне виснаження військ, надшвидке просування (через котре резерви не встигали підходити до лінії фронту вчасно); глибоко у тилу залишилися німецькі міста-фортеці, розташування яких на вузлах доріг заважало доставці провізії та зброї; правий фланг був ненадійний через Кенігсберське угруповання німців. Лютневий успіх було закріплено оборонними діями, розвідка виходила на фронт та видавала нові позиції оборонців Берліна. У березні Червона Армія провела масовану атаку у напрямку Балтійського моря, захопивши у полон понад 500 тисяч нацистів у Померанії. На південному фасі фронту на повну йшов штурм Відня.
Червоноармійські командири були вимушені вирішувати локальні проблеми: за декілька місяців до штурму столиці Вермахту на полі бою з'явилися нові зразки воєнної техніки німців — Фольксштурми. Вони завдавали неабиякої шкоди танкам та САУ, що унеможливлювало будь-яку боротьбу у міських кварталах. Окрім цього, Гітлер видав наказ, за яким до лав армії притягнули всіх, хто міг тримати зброю у руках. Таким чином, гарнізон міста налічував більше мільйона боєздатних солдатів.

#### Штурм Берліна
У квітні 1945 року, після кількаденної наради у Москві, фронти, що перебували у безпосередній близькості до Берліна, отримали план операції.
16 квітня, після потужної артпідготовки, на штурм міста піднялося більш ніж 2 мільйони бійців Червоної Армії. Після довготривалих боїв, 21 квітня, солдати 1-го Білоруського фронту увірвалися на окраїни Берліна. Для захисту зі східного напряму Гітлер використав усі резерви, проте це не допомогло. Упродовж більш ніж тижня тривали бої, у результаті яких німецьку столицю було взято, берлінський гарнізон розгромлено, а над Рейхстагом замайоріло червоний стяг — Прапор Перемоги.
В ніч з 8 на 9 травня, у приміському районі Берліна, було підписано Акт про безумовну капітуляцію Німеччини.
Проте, навіть після падіння столиці і капітуляції, німці не склали зброю. До 10 травня чинили спротив війська у Празі, у Курляндії бої тривали майже до червня.